# Jinnon Magal
Jinnon Magal (hebr.: ינון מגל, ang.: Yinon Magal, ur. 27 kwietnia 1969 w Izraelu) – izraelski dziennikarz i polityk, w 2015 poseł do Knesetu.

## Życiorys
Urodził się 27 kwietnia 1969 w Izraelu.
Służbę wojskową odbywał w elitarnym oddziale Sajjeret Matkal, zakończył ją w stopniu kapitana. Ukończył studia bliskowschodnie i żydowską filozofię na Uniwersytecie Hebrajskim.
Pracował jako spiker, prezenter i dziennikarz w publicznym radiu Kol Jisra’el (1996–1999), następnie jako dziennikarz w należącym do wojsku radiu Galac (1999–2001). W latach 2002–2007 pracował jako reporter dla kanału 10, a w latach 2008–2012 jako prezenter kanału pierwszego izraelskiej telewizji. W latach 2013–2014 był redaktorem naczelnym oraz prezenterem portalu internetowego Walla!.
W wyborach parlamentarnych w 2015 po raz pierwszy i jedyny dostał się do izraelskiego parlamentu z listy Żydowskiego Domu. W dwudziestym Knesecie zasiadał w komisjach: organizacyjnej; ds. statusu kobiet i równouprawnienia; pracy, opieki społecznej i zdrowia; budownictwa; spraw zagranicznych i obrony oraz kontroli państwa. 3 grudnia 2015 zrezygnował z mandatu poselskiego, który objął po nim Awi Wortzman.